# 01/12
01/12 è un singolo della cantante italiana Ariete pubblicato il 1º dicembre 2019.

## Video musicale
Il video musicale del brano è stato reso disponibile il 9 marzo 2020 sul canale YouTube della cantante.

## Tracce
Testi e musiche di Arianna Del Giaccio.
1. 01/12 – 2:55